# Ye Yint Tun
Ye Yint Tun (* 10. März 1995) ist ein myanmarischer Fußballspieler.

## Karriere
Ye Yint Tun stand von 2017 bis 2018 beim Yadanarbon FC unter Vertrag. Der Verein aus Mandalay spielte in der ersten Liga des Landes, der Myanmar National League. Für den Verein absolvierte er 21 Erstligaspiele und schoss dabei drei Tore. 2019 wechselte er zum Ligakonkurrenten Shan United nach Taunggyi. Mit Shan feierte er 2019 und 2020 die myanmarische Fußballmeisterschaft. Den MFF Charity Cup gewann er mit Shan 2019 und 2020. Die beiden Spiele gewann man gegen Yangon United. 2019 gewann man im Elfmeterschießen, 2020 siegte man mit 2:1. 

## Erfolge
Shan United
- Myanmar National League: 2019, 2020
- MFF Charity Cup: 2019, 2020